# Gerhard Reinert (Künstler)
Gerhard Reinert (* 1950 in Rastenburg) ist ein deutscher bildender Künstler.

## Leben und Werk
Gerhard Reinert studierte an der Hochschule der Künste Berlin und an der Ruhr-Universität Bochum.
Seit 1986 arbeitet er als freischaffender Künstler in den Bereichen Installationskunst, Objekte und Räume. Sein intermediales Vorgehen zeigt sich in der Herstellung von experimentellen Filmen, interaktiven Internetseiten und der Herausgabe von Büchern.
Charakteristisch für sein Konzept ist die Verwendung von Streuungen, Fragmentierungen und Entgrenzungen.
Neben der künstlerischen Tätigkeit ist er als Ausstellungsmacher tätig. Er gründete den Kunst-Wirk-Raum, Recklinghausen (1988) und Berlin (1999) und 2014 das Atelierhaus Recklinghausen. (mit Emmy Rindtorff) und wurde 1990 Mitglied des Westdeutschen Künstlerbundes.

## Auszeichnungen (Auswahl)
- 1985: Auszeichnung für Objektkunst Museum Gelsenkirchen
- 2006: 1. Preis für die Skulptur „Pulsierendes Signallicht“, Hbf Gelsenkirchen
- 2014: Preis des Vestischen Künstlerbundes für ein Werk zu Paul Cézanne

## Ausstellungen (Auswahl)

### Einzelausstellungen (Auswahl)
- 1991: Skulpturenmuseum Glaskasten Marl (mit Günther Zins)[5]
- 1992: IKOB Ehemaliger Schlachthof, Eupen, Belgien
- 1994: Städtische Galerie Lüdenscheid (mit Ekkehard Neumann)
- 2003: Verein für aktuelle Kunst Ruhrgebiet, Oberhausen

### Ausstellungsbeteiligungen
- 1985: Farbe in der Gegenwart, Quadrat Bottrop, Bottrop
- 1988: Kopfüber, Kunsthalle Recklinghausen
- 1989: Westdeutscher Künstlerbund, Jahresausstellung Osthaus Museum Hagen
- 1992: Die Enge, Museen der Stadt Lüdenscheid
- 1993: Transfer, Sint-Pietersabdij, Centrum voor Kunst en Kultur, Gent, (B)
- 1994: Transfer, Musée des Beaux Arts, Charleroi, Belgien
- 1998: Eins von Hundert, Du Mont-Kunsthalle, Köln
- 1999: Kunst aus NRW, Yan Huang Art Museum Beijing, China
- 1999: Spektrum Nationalmuseum Danzig, Polen
- 1999: Yan Huang Art Museum Beijing, China
- 2002: Westdeutscher Künstlerbund, Museum Bochum
- 2003: Kunstsammlung IKOB, Eupen, Belgien
- 2003: Kunstmuseum Gelsenkirchen
- 2004: Der elektronische Raum, Skulpturenmuseum Marl
- 2007: The ikob collection, Bozar, Palast der schönen Künste, Brüssel
- 2008: Museum of Young Art (MOYA), Wien
- 2013: Wortgewand, Meno Parkas, Kaunas, Litauen
- 2013: Ironie, Projektraum des Deutschen Künstlerbundes
- 2013: Papier trifft Plastik, Kunsthalle Recklinghausen[6]
- 2015: Via Via, Pictura, Dordrecht, Niederlande[7]
- 2016: Museum = K (x+y)/ D, Jan Hoet gewidmete Ausstellung, ikob, Museum für  Zeitgenössische Kunst, Eupen, Belgien

## Arbeiten im öffentlichen Raum (Auswahl)
- Daedalus (Schwingungen), Fahnenskulptur,  Recklinghausen, 1991[8]
- Akrobaten, Marktplatz Marl-Hüls (mit Rolf Glasmeier), 1990
- Roter Teppich, Skulpturenmuseum Glaskasten Marl (Außenbereich), 1991
- Pulsierendes Signallicht, Kinetische Skulptur, Hbf Gelsenkirchen, 2006

## Arbeiten in öffentlichen Sammlungen (Auswahl)
- 10 Collagen, 1994ff. Kunsthalle Recklinghausen
- Installiertes Fernsehobjekt, Ohne Titel, 1989, Skulpturenmuseum Glaskasten Marl
- Filminstallation „Die Stille“, 2013, Sammlung Internationales Kunstzentrum Ostbelgien, IKOB, Eupen
- Künstlerbücher aus der Reihe Kunst und Poesie, 2011, fortlaufend, Bibliotheca Bipontina, Landesbibliothek Zweibrücken

## Bücher, Publikationen (Auswahl)
- Werke, Stücke – zum Vorgang des Streuens, eine Übersicht. Recklinghausen und Hamburg, 2013. ISBN 978-3-939753-40-7.
- mit Karel Studnar: Künstlerwerkstätten in Industriebauten des Ruhrgebietes. Kettler DruckVerlag, Bönen 2009, ISBN 978-3-86206-000-9.
- fünf ateliers, Arbeitsräume für Kunstvorgänge. 1980 bis 2008, Seltmann Druckereibetrieb, Lüdenscheid 2008.

Als Herausgeber
- Künstlerbücher – über die Möglichkeiten der Herstellung und Verwendung von Büchern. Recklinghausen 2015.
- Bestandsaufnahme – Beiträge zur ästhetischen Stadtteilerforschung. Die König-Ludwig Schule und das Ludwigsviertel. Recklinghausen, 2014, ISBN 978-3-939753-47-6.
- mit Hedda Wilms: Werke: Kunst und Poesie, Bd. 1–9. Recklinghausen und Zweibrücken, 2010–2015.

### Buchgestaltungen
- Flagge zeigen. Katalog zur Ruhrfestspielausstellung, Ruhrfestspielgelände Recklinghausen, 1990.
- Klein aber..., Miniatur als Konzept. Katalog im Postkartenformat, Museum Bochum, mit Elly Valk-Verheijen. Kettler DruckVerlag, 2003.
- wortgewand, Sprache in der Kunst. Buch zur Ausstellungsreihe des Westdeutschen Künstlerbundes. Seltmann, Lüdenscheid 2011, ISBN 978-3-942831-05-5.
- Gerhard Reinert (Hrsg.): Ereignis, Kunst des Geschehens, Buch zur Kunstpreis-Ausstellung im Kutscherhaus Recklinghausen. Seltmann PrintArt, 2012, ISBN 978-3-942831-51-2.